# Klubbheads
«Klubbheads» — группа продюсеров и диджеев из Нидерландов, занимающихся танцевальной музыкой. Группа имеет более чем 35 псевдонимов для записи своих треков, включая такие как «Hi Tack» и «Drunkenmunky».

## История
Кун Гру́невельд (DJ Boozy Woozy) и Эдди ван дер Цван (Itty Bitty) первый раз работали вместе над серией коммерческих миксов Turn Up The Bass. Они начали работать как группа в 90-х, в 1995 году к ним присоединился Ян Вёрманс (Greatski). Трио создало DiGi dance Records — подлейбл Mid-Town Records, чтобы выпускать свои треки как Klubbheads. В мае 1996 года они первый раз попадают в чарт UK Singles Chart с треком «Klubbhopping», который достиг в нём 10-го места. Позже Klubbheads развивают успех, попадая в Top 40 — в августе 1997 года с «Discohopping» (#35) и в августе 1998 года с «Kickin' Hard» (#36). В 1999 году они выступают сопродюсерами трека «The Launch» соотечественника DJ Jean, достигшего второго места в сентябре.
Они попали в хит-парад Hot Dance Airplay журнала Billboard в 2003 году с треком «E» (ремикс на трек Эминема «Without Me») под именем Drunkenmunky. В других странах он был выпущен под названием «E (As In Eveline)», потому что в нём не использовались семплы из «Without Me». Их ремикс «Yeah!» одноимённой песни Ашера имел аналогичный успех. В 2005 году они выпускают ремикс на песню Rune RK «Calabria» под именем Dirty Laundry.
Как «Hi_Tack» они выпустили в 2006 трек «Say Say Say (Waiting 4 U)» — ремикс на песню Пола Маккартни и Майкла Джексона «Say Say Say» — который достиг четвёртого места в UK Singles Chart. Он вошёл в Hot Dance Airplay журнала Billboard в США. Они также сделали ремикс песни «Message in a Bottle» группы The Police.
Осенью 2006 года Ян Вёрманс покинул группу после десяти лет сотрудничества. Груневельд и ван дер Зван продолжают сотрудничать на новом лейбле Unit 54, в то время как Вёрманс остался в Digidance.

## Дискография

### Klubbheads
- 1995 "Cha Cha"
- 1995 "Work This Pussy"
- 1996 "The Magnet"
- 1996 "Klubbhopping" (UK Singles Chart #10)
- 1997 "Discohopping" (UK Singles Chart #35)
- 1998 "Kickin' Hard" (UK Singles Chart #36)
- 1998 "Raise Your Hands" (с Mark van Dale)
- 1999 "Release The Pressure"
- 2000 "Turn Up The Bass"
- 2000 "Big Bass Bomb"
- 2001 "Hiphopping"
- 2001 "Work This Cock"
- 2001 "Kickin' Hard (Remixes 2001)"
- 2002 "Let The Party Begin"
- 2003 "Somebody Skreem!"
- 2003 "Bounce to The Beat"
- 2004 "Dutch Klubb Dubbs"
- 2004 "Klubbslang"
- 2005 "Turn Up The Bass (2005 Remixes)"
- 2005 "Dutch Klubb Sessions #1"

### Drunkenmunky
- 2002 "E"
- 2003 "The Grabbing Hands"
- 2003 "The Bootleg"
- 2004 "Yeah!"
- 2004 "Calabria"
- 2005 "Geht's Noch?"

### Hi_Tack
- 2005 "Say Say Say (Waiting 4 U)" (UK Singles Chart #4)
- 2007 "Let's Dance" (UK Singles Chart #38, UK Indie Chart #3)
- 2008 "Silence"
- 2008 "I Don't Mind"

### 3 Dubbs In a Sleeve
- 1996 "Volume 1"
- 1997 "Volume 2"
- 2000 "Klubbin' and Dubbin' EP"
- 2000 "Full Dubb Boogie EP"

### Bamboo Sessions
- 2003 "Bamboo Sessions #1"
- 2004 "Bamboo Sessions #2"
- 2004 "Bamboo Sessions #3"
- 2004 "Bamboo Sessions #4"
- 2005 "Bamboo Sessions #5"

### B.I.G.
- 1997 "The DJ Files 1 EP"
- 1999 "The DJ Files 2"
- 2002 "Peak Hour Insanity"
- 2004 "Break Dance Electric Boogie"

### Cab'n'Crew
- 1998 "Disarm Slidebars EP"
- 1998 "The Flying Dutchman EP"
- 1999 "Domestic Turbulence EP"
- 1999 "Pure (Aviation)/Cab 'n' Pressure"
- 2000 "Cityhopping"

### Code Blue
- 1996 "Bonkers EP"
- 1997 "More Bonkers EP"
- 1998 "Bonkers In Hamburg EP"

### Da Klubb Kings
- 1997 "It's Time 2 Get Funky"
- 1998 "Don't Stop"
- 1999 "Everybody Pump It"
- 2001 "La Di Da Di"
- 2001 "Let's Go"
- 2002 "Two Thumbs Up!"
- 2004 "Neh Neh Oh Neh Neh"
- 2005 "Welcum to The Good Ol'Days EP"

### Da Techno Bohemian
- 1996 "Bangin' Bass"
- 1997 "Pump The Bass"
- 1998 "Bangin' Bass '98"
- 2002 "Bangin' wit a Gang of Instrumentals"
- 2002 "Droppin' The Instrumentals"
- 2002 "Pump The Bass 2002"

### DJ BoozyWoozy
- 2000 "Pizzi's Revenge"
- 2000 "R U Ready?/328 Ways to Do Angelina"
- 2001 "The Slim Boozy EP"
- 2001 "Party Affair"
- 2002 "Jumpin' Around"
- 2002 "Booze It Up"
- 2002 "One More Try"
- 2003 "I Wanna Fly"
- 2003 "Raise Ya Hands Up (Uh Oh)"
- 2004 "Life Is Music"
- 2004 "The Dancefloor"
- 2005 "Promised Land"

### DJ Disco
- 1997 "Da Techno Bohemian Presents Dirty Disco Dubs"
- 1998 "Stamp Your Feet"
- 1999 "Let's Dance"
- 1999 "Dirty Disco Dubs 2"
- 1999 "Reach 2 The Top/Superfreak"
- 2003 "Get Up"
- 2005 "Stamp Your Feet (2005 Remixes)"

### Greenfield
- 1995 "No Silence"
- 1998 "The Wicked Club Sandwich EP"
- 1998 "Violet Club Sandwich"
- 1999 "Forever"
- 2001 "Took Away My Love/The Moment"
- 2004 "Les Sons D'Amour"
- 2006 "Test"

### Itty Bitty Boozy Woozy/IttyBitty, BoozyWoozy & Greatski
- 1995 "Tempo Fiesta (Party Time)"
- 1997 "Luv Song"
- 1997 "Pumped Up Funk"

### J.A.K.
- 1999 "I'm Gonna Dis You"
- 2000 "Everybody In Da Place!"
- 2001 "The Rap"

### Rollercoaster
- 1997 "Keep It Goin'"
- 1998 "Keep The Frequency Clear"
- 1999 "Come with Me"
- 2001 "Don't Hold Me Back"
- 2004 "Damn"

### Trancemission
- 1990 "No More Mindgames"
- 1991 "Trancemission (Rock Da House)"
- 1992 "The Pollution EP"
- 1993 "Inner Joy"

### The Ultimate Seduction
- 1992 "The Ultimate Seduction"
- 1992 "House Nation"
- 1993 "Ba Da Da Na Na Na"
- 1994 "Together Forever (You & Me)"
- 1996 "The Ultimate Seduction/Organ Seduction '96)"
- 1997 "A Waking Nightmare"
- 1999 "Get Down And Party"
- 2001 "The Ultimate Seduction 2001"
- 2001 "It's Time to Jam"
- 2004 "The Ultimate Seduction 2004"

### Другие псевдонимы
- 1991 "Metamorphism", как KA-22
- 1991 "Vol. 1", как The Sound of Now
- 1992 "Jump a Little Hi-er", как 2 Hi
- 1993 "I Need You Lovin' (Like The Sunshine)", как Infectious
- 1993 "Carnival of Sounds", как KA-22
- 1993 "Helemaal Cut", as Cut The Cake
- 1993 "Boom! Bang!", как Frantic Explosion
- 1993 "Pikke Poeli Mellow", как Hardliners
- 1994 "Volume 1", как Mellow Tracks
- 1994 "Volume 2", как Mellow Tracks
- 1995 "Going Crazy", как Rave Nation (с René van den Berghe)
- 1995 "The Summer of Love", как Catalana
- 1995 "Tossing and Turning", как Chakka Boom Bang
- 1995 "Dr. Beat", как D-Natural
- 1995 "I Need You Lovin' (Happy Hardcore and Jungle Mixes)", как Infectious
- 1996 "Let The Rhythm Set You Free", как Greatski
- 1996 "Feel My Heartbeat", как Joy
- 1996 "The Horn", как Digidance
- 1996 "Guardian Angel", как Chiara (с Dian Senders)
- 1996 "Everybody On The Floor", как Seven-Tees
- 1997 "Take Me There", как Maximum
- 1997 "Nowhere to Run", как Chiara (с Dian Senders)
- 1997 "Club Fiction EP", как Reservoir Jocks
- 1997 "Joyride", как Joy
- 1997 "Get Up Stand Up", как Queer
- 1997 "Do You Wanna Funk", как Slammer
- 1998 "Summer Fairytales", как MF-Tracks
- 1998 "Just Buggin' EP", как Millennium Bug
- 1999 "Disco Crash EP", как Bad Boy Notorious
- 1999 "Check This Out!", как Capo Copa
- 1999 "Showtime", как Greatski
- 2000 "C'mon Baby", как Clubsquad
- 2000 "The Russian Roulette", как The Tone Selector
- 2000 "So Good", как Itty Bitty vs. Stabak (с DJ Stabak)
- 2001 "Heartbeat", как The Tone Selector
- 2001 "Welcome to Ibiza", как Al Cappucino
- 2001 "Dee-Jay", как The DJ
- 2001 "Sunrise", как Itty Bitty vs. Stabak (с DJ Stabak)
- 2001 "I Believe In Love", как Cooper
- 2002 "Hungry for Your Love", как Beat Culture
- 2002 "I Will Follow You", как Shelley (с Nico Verrips)
- 2002 "Right Here Waiting", как Lorindo
- 2003 "Do You Wanna Funk (Remixes)", как Slammer
- 2003 "I Want You Back", как Cooper
- 2005 "Can.You_Feel:It", как LCD-J
- 2005 "B.A.M.", как Tek Team
- 2005 "Move Your Feet", как Klubbdriver (с Pulsedriver)
- 2006 "Mama Say Mama Sa", как The Caramel Club
- 2006 "Direct Dizko", как Club Scene Investigators
- 2006 "That Once In a Lifetime", как Untouchable 3
- 2006 "Quadrophonia", как Klubbdriver (с Pulsedriver)
- 2007 "F***ing Society", как Club Scene Investigators
- 2007 "Break My Stride", как Dutch Maffia

### Совместное продюсирование других артистов
- 1995 Paul Elstak - "Don't Leave Me Alone"
- 1995 Paul Elstak - "Love U More"
- 1996 Paul Elstak - "Rainbow In The Sky"
- 1996 Paul Elstak - "Rave On"
- 1996 Paul Elstak - "The Promised Land"
- 1996 Paul Elstak - "Get This Place"
- 1996 Nance - "Big Brother Is Watching You"
- 1996 Nance - "Kiss It"
- 1998 DJ Jean - "U Got My Love"
- 1999 DJ Jean - "The Launch" (с Natasja Morales)
- 2000 DJ Jean - "Love Come Home" (с Johnny Kelvin)
- 2001 Kick 'n' Rush - "Party Time"
- 2001 DJ Jean - "Lift Me Up"
- 2002 Hula Girl - "Hula All Over The World"
- 2002 Mad'House - "Holiday" (с Nico Verrips)
- 2003 Mad'House - "Into The Groove" (с Nico Verrips)
- 2003 Buse - "Love 2 Nite"
- 2003 Touriya - "In The Name of Love" (с Nico Verrips)

### Альбомы
- 1997 The First... The Best... The Hottest Disco Album In The World... Ever!, как DJ Disco
- 1998 Kick You Hard
- 2000 Discofreaks, как DJ Disco
- 2001 Front to The Back

## Внешние ссылки
- Официальный сайт группы